# Pellegrino Pontecorvo
Pellegrino Abramo Pontecorvo (né le 21 août 1841 à Rome et mort le 23 octobre 1916 à Rome) est un industriel italien. Dans la seconde moitié du XIXe siècle, il s'installe à Pise, alors au sein du Grand-duché de Toscane, où il fonde une industrie textile florissante et est à l'origine d'une des plus importantes familles de la haute bourgeoisie juive italienne.

## Biographie
Pellegrino Abramo Pontecorvo naît dans le Ghetto de Rome en 1841. Il est le fils d'Angelo Pontecorvo, tailleur et industriel juif, et de Rachele Rosselli. Par sa mère, il est d'ailleurs un proche cousin des intellectuels et résistants antifascistes Carlo Rosselli et Sabatino Rosselli.
Débutant comme un simple marchand à Rome, il s'installe ensuite à Pise où il rachète en 1881 la fabrique Gentiluomo, qui produisait alors du coton. Alors que la Révolution industrielle était en train de s'étendre en Italie, il amplifie la production de son usine et, s'associant avec d'autres concurrents, il fonde l'entreprise Pellegrino Pontecorvo & C.,.
À cette époque il est également célèbre pour avoir introduit en Italie le Spinning Jenny, une machine à filer originaire du Royaume-Uni. De plus, figure importante des communautés juives romaines, pisanes et européennes en général, il secourut généreusement dans les années 1880 des juifs fuyant les pogroms de l'Empire russe.
S'étendant ensuite au niveau européen, il s'associe avec l'industriel anglais Jacob Moser, installé au Royaume-Uni à Bradford. En 1915, un an avant sa mort, l'entreprise de Pellegrino Pontecorvo emploie 2000 travailleurs répartis dans trois usines différentes. Ses fils Angelo et Giacomo Pontecorvo lui succèderont à la direction de son industrie textile, qu'ils dirigèrent jusqu'en 1930 (date à laquelle elle fit faillite à la suite du Krach de 1929).

### Descendance
Pellegrino Pontecorvo épouse Giuditta Tagliacozzo, appartenant à une famille juive romaine et toscane ainsi que cousine du peintre et sculpteur Amedeo Modigliani. Ensemble ils ont 10 enfants :
- Angelo Pontecorvo (1869-1931), arrière-grand-père de l'homme politique Pietro Ichino.
- Ermelinda Pontecorvo (1871-1957), épouse Angelo Sereni, président de la communauté juive de Rome.
- Giacomo Pontecorvo (1874-1940)
- Olga Pontecorvo (1876-1944), morte dans le camp d'extermination d'Auschwitz. Ses deux fils Tullio et Ugo Milano moururent aussi en 1944 lors du massacre des Fosses ardéatines.
- Massimo Pontecorvo (1877-1958), père du cinéaste Gillo Pontecorvo, du physicien nucléaire Bruno Pontecorvo et du généticien Guido Pontecorvo.
- Alfonsa Pontecorvo (1879-1961), épouse Samuele Sereni, médecin personnel du roi d'Italie. Mère du ministre communiste Emilio Sereni et de l'écrivain et avocat sioniste Enzo Sereni.
- Elena Pontecorvo (1880-1972), mère du juriste Tullio Ascarelli (it).
- Attilio Pontecorvo (1881-1963)
- Tullio Pontecorvo (1883-1890)
- Clara Pontecorvo (1886-1937), mère du philosophe antifasciste Eugenio Colorni et belle-mère de l'anatomiste allemand Willy Schwarz (en).

Pellegrino Pontecorvo est ainsi le grand-père des frères Gillo, Guido et Bruno Pontecorvo ainsi que des frères Emilio et Enzo Sereni et du philosophe Eugenio Colorni.

## Distinction
- Chevalier de l'Ordre du Mérite du travail[5].